# Chiamate 22-22 tenente Sheridan
Chiamate 22-22 tenente Sheridan è un film del 1960 diretto da Giorgio Bianchi.
Il film si basa sulla popolare serie televisiva Giallo club - Invito al poliziesco che proprio l'anno prima aveva esordito sul Programma Nazionale della Rai e che aveva per protagonista il Tenente Sheridan della squadra omicidi di San Francisco, interpretato dall'attore teatrale e televisivo Ubaldo Lay. Sheridan sarebbe diventato negli anni a seguire una vera icona della televisione italiana attraverso altre serie di telefilm e veri e propri sceneggiati a puntate che tenevano incollati agli schermi settimana dopo settimana milioni di spettatori.

## Trama
Katy Fergusson, moglie di un ex pilota, per una serie di circostanze, è stata ritenuta colpevole del rapimento e dell'uccisione di un bambino, e sta per essere giustiziata nella camera a gas.
Dei fatti verificatisi all'ultimo momento, fanno rinviare l'esecuzione di quarantott'ore e le indagini vengono affidate al tenente Sheridan, il quale viene a sapere che Katy aveva una relazione con un noto pregiudicato. Mentre Sheridan cerca di prendere tempo e di far rinviare ulteriormente l'esecuzione, giunge la notizia della morte di Fergusson, nel cui appartamento è trovata una lettera in cui egli dichiara di essere il vero responsabile della morte del bambino e di essersi suicidato per il rimorso.
Ma altre circostanze portano Sheridan alla conclusione che non si tratti di suicidio e che Fergusson sia stato assassinato da colui che ha organizzato il rapimento del piccolo. Alla fine, dopo una serie di drammatiche vicende, Sheridan scoprirà il vero colpevole e potrà salvare Katy pochi attimi prima che avvenga l'esecuzione.

## Produzione
Prodotto dalla Columbus Film e distribuito dalla Lux Film, il film uscì nell'autunno 1960 (il visto censura è datato 26 novembre di quell'anno) con l'intento di sfruttare anche al cinema l'immagine molto popolare del tenente Ezechiele Sheridan (Ezzy per gli amici), il poliziotto statunitense creato l'anno prima da Mario Casacci e Alberto Ciambricco, coppia di sceneggiatori per la televisione con la collaborazione di Giuseppe Aldo Rossi.
La sceneggiatura del film (a cui lavorò anche il regista Giorgio Bianchi) prendeva spunto dall'incipit di un episodio della prima stagione di Giallo club - Invito al poliziesco: Sedici ore per non morire, trasmesso nel novembre del 1959, con Sheridan in corsa contro il tempo per salvare una donna condannata a morte per un crimine di cui si dichiara innocente, ma con uno sviluppo completamente diverso.
Così come nella serie televisiva, la produzione si sforzò di riprodurre in maniera verosimile – ma un po' naïf – ambienti e arredamenti tipici dei film statunitensi, aggiungendo alle immagini la colonna sonora di Armando Trovajoli dalle sfumature jazzistiche, per dare al tutto un sapore di genuinità, e tutto sommato, considerando l'epoca e la conoscenza ancora approssimativa di gran parte del pubblico italiano ed europeo di allora, dell'America reale, raggiungendo buoni risultati.